# Bayonetta: Bloody Fate
Bayonetta: Bloody Fate (ベヨネッタ ブラッディフェイト?, Beyonetta: Buraddi Feito) è un film d'animazione del 2013 diretto da Fuminori Kizaki.
Si tratta della trasposizione cinematografica di Bayonetta, videogioco del 2009 sviluppato da Platinum Games.
Il film è anche la prima produzione del franchising di Bayonetta ad utilizzare un doppiaggio giapponese, dal momento che il gioco originale era stato doppiato solo in inglese. Dopo la buona accoglienza, il cast giapponese del film è tornato a doppiare i personaggi nel gioco Bayonetta 2 e nell'edizione speciale del primo capitolo per Wii U.

## Trama
Dopo essere stata risvegliata da un sonno durato 500 anni, Bayonetta, una discendente dell'antico clan delle Streghe di Umbra, non ricorda più nulla del proprio passato. Per recuperare i suoi ricordi smarriti, Bayonetta intraprenderà così un viaggio verso la città di Vigrid, nel periodo in cui viene celebrato l'avvento della resurrezione della creatrice Jubileus. Durante il suo viaggio la strega verrà inseguita da un giovane giornalista, Luka, e da una bambina misteriosa, Cereza. Il suo cammino sarà anche ostacolato da numerose orde di angeli che la attaccheranno e da Jeanne, un'altra misteriosa Strega di Umbra.

## Distribuzione
Il film è stato proiettato in alcuni cinema giapponesi il 23 novembre 2013 e successivamente rilasciato in DVD e Blu-ray il 14 febbraio 2014. Il film è stato distribuito in America del Nord da FUNimation ed in Spagna da Selecta Visión.